# Saint-Jacques-sur-Darnétal
Saint-Jacques-sur-Darnétal is een gemeente in het Franse departement Seine-Maritime (regio Normandië) en telt 2492 inwoners (1999). De plaats maakt deel uit van het arrondissement Rouen.

## Geografie
De oppervlakte van Saint-Jacques-sur-Darnétal bedraagt 16,7 km², de bevolkingsdichtheid is 149,2 inwoners per km².
De onderstaande kaart toont de ligging van Saint-Jacques-sur-Darnétal met de belangrijkste infrastructuur en aangrenzende gemeenten.

## Demografie
Onderstaande figuur toont het verloop van het inwonertal (bron: INSEE-tellingen).